# Астрагал піщаний
Астрага́л піща́ний, астрагал пісковий, вовчий горошок пісковий (Astragalus arenarius L.) — рослина роду астрагал родини бобових.

## Загальна біоморфологічна характеристика

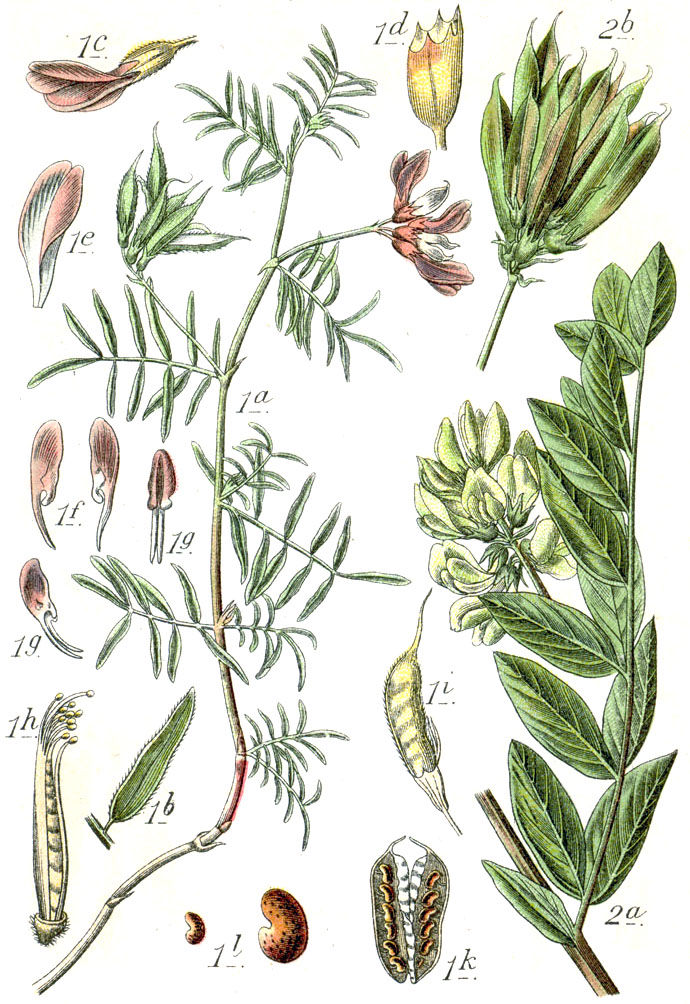

Гемікриптофіт. Багаторічна трав'яна сірувато пухнаста від двороздільних волосків або рідше (var. glabrescens Rchb.) майже гола рослина. Стебло лежаче або висхідне, розгалужене 10–30 см заввишки. Коренева система стрижнева. Прилистки плівчасті, зрослі між собою, на верхівці загострені, супротивні черешку, близько 5 мм завдовжки. Листки непарнопірчасті, складаються з 7–13 довгастолінійних листочків. Квітконоси 2–4 см завдовжки. Квітконіжки коротші за листки. Приквітки дрібненькі, яйцеподібні. Квітки 15–17 мм завдовжки, світло-пурпурові, лілові, зрідка білі, зібрані по 3–7 у короткі (1,5–3 см) китиці. Чашечка трубчасто-дзвоникоподібна, зубці її в 4–5 разів коротші за трубочку. Насіння — довгасто-лінійні боби, 12–20 мм завдовжки, з прямим тоненьким носиком, не цілком двогнізді, запушені або майже голі, відхилені від осі суцвіття.
Цвіте у червні-липні, плодоносить у липні-серпні. Розмножується насінням.

## Екологія
Росте на пісках, сухих освітлених піщаних підвищеннях у соснових лісах зеленомохових з розрідженим травостоєм, лишайникових борах, а також по берегах річок, на залізничних насипах, по узбіччях доріг. Псамофіт, ксеромезофіт.

## Ареал виду
Атлантична, Середня та Східна Європа. В Україні — Полісся, по боровій терасі Дніпра заходить в Лісостеп. Зростає у Волинській, Рівненській, Житомирській, Київській, Чернігівській, Черкаській, Полтавській областях.

## Чисельність, природоохоронний статус виду та заходи з охорони в Україні
В Україні зростає в нечисленних популяціях, що займають площу до 40 м²; щільність 1-8 особин на 1 м². Вразливий вид. Занесений до Червоної Книги України.
Також занесений до списку регіонально рідкісних видів судинних рослин Чернігівської та Полтавської областей. Охороняється в Рівненському та Поліському природних заповідниках, Шацькому та «Прип'ять-Стохід» національних природних парках, «Нижньоворсклянському» ландшафтному парку, гідрологічному заказнику «Острівський» (Рівненська область).
Причинами зміни чисельності є вузька еколого-ценотична амплітуда, що зумовлена природними (заліснення борових пісків, загущення деревного, чагарникового і трав'яного ярусів) та антропогенними (лісозаготівля, пожежі, надмірна рекреація та випасання худоби) чинниками.

## Господарське та комерційне значення
Протиерозійна, кормова, медоносна, декоративна рослина.